# Альфред Гаркер
Альфред Гаркер (англ. Alfred Harker; 19 лютого 1859 — 28 липня 1939) — англійський геолог, який спеціалізувався на петрології та інтерпретаційній петрографії. Він працював у Геологічній службі Шотландії та провів великі геодезичні та геологічні дослідження західної Шотландії та острова Скай. Він та інші британські геологи почали використовувати тонкі зрізи та петрографічний мікроскоп в інтерпретативній петрології.

## Праці
- Petrology for Students, 1895, Cambridge University Press
- The Tertiary Igneous Rocks of Skye, 1904, Geological Survey of Scotland Memoir
- The Natural History of Igneous Rocks, 1909, Macmillan